# Harry Wills

Harry "Pantera Negra" Wills (15 de mayo de 1889, Nueva Orleans  Estados Unidos – 21 de diciembre de 1958, Nueva York) fue quizás la víctima más conocida del racismo en el boxeo, cuando se le negó repetidamente la posibilidad de combatir por el título de campeón de peso pesado del mundo, estando clasificado como el primer retador. El título perteneció a una seguidilla de boxeadores blancos, después de que lo perdiera el boxeador afroamericano Jack Johnson. 
Luchó con muchos de los mejores boxeadores de peso pesado de la época. Derrotó a Willie Meehan, quien había derrotado por decisión a Jack Dempsey, Gunboat Smith y Charley Weinart. También luchó con Luis Firpo, en un combate terminado en "Sin decisión". Wills se enfrentó al futuro campeón Jack Sharkey en 1926, siendo descalificado cuando estaba siendo notoriamente derrotado. Al año siguiente fue noqueado por Paulino Uzcudun, terminando sus posibilidades de acceder al título. Se retiró del boxeo en 1932. Su desempeño final fue de 75 victorias (47 KO), 9 derrotas y 2 empates. 
- Datos: Q711879
- Multimedia: Harry Wills / Q711879